# Måns Nilsson Kling

Kolonin Nya Sverige 1638-1655.

Måns Nilsson Kling (även Mauno Kling), född 1600, död 1657, var åren 1638–1640 den andre guvernören över Nya Sverige.

## Tidiga liv
Endast lite är känt om Måns Nilsson Klings liv. Han var av finlandssvenskt  ursprung och kom senare till Småland där han blev militär i Adolf Hårds regemente i Jönköping. Kling lämnade regementet kring 1636 som officer.
1637 reste Kling, nu löjtnant, under ledning av Peter Minuit med den första expeditionen till blivande kolonin Nya Sverige. Expeditionen med fartygen Kalmar Nyckel och Fågel Grip lämnade Göteborg i slutet på november och anlände i slutet på mars 1638. Svenskarna färdades på Fågel Grip.
Efter ankomsten kartlade Kling området kring landstigningsplatsen och delar av Delawarefloden.

## Guvernör över Nya Sverige
Efter de första markköpen och uppförandet av bosättningen Fort Christina avreste Minuit med Kalmar Nyckel mot Sverige och utsåg Kling den 15 juni till ställföreträdare guvernör. Under ett uppehåll vid St. Christopher i Västindien avled dock Minuit under en orkan.
1639 återvände Fågel Grip till Fort Christina från sin expedition runt Karibien, fartyget lastades med pälsverk och lämnar i slutet på april också kolonin.
Kling fortsatte på sin post som guvernör över Fort Christina och tjugofyra män, kommissionären Hendrick Huygen, en tolk, den frie angolanske slaven Anthony Swartz samt 21 soldater i väntan på nya fartyg.
Först i april 1640 anlände Peter Hollander Ridder med fartyget Kalmar Nyckel och övertog den 17 april posten som nye guvernör.

## Senare liv
Efter sin tid som guvernör uppdragades Kling nu att resa hem till Sverige för att värva nya kolonisatörer. Han lämnade Nya Sverige i maj 1640 på fartyget Kalmar Nyckel och anlände till Sverige i juli.
Klings värvningsinsatser bland befolkningen i skogslänen gav ringa framgång varpå svenska regeringen beordrade länshövdingarna i Värmland, Närke och Dalarna att arrestera hemlösa skogsfinnar och föra dessa till Göteborg. Kling lämnade Stockholm den 3 maj på fartyget Charitas för att resa till Göteborg inför expeditionen till Nya Sverige. Slutligen lämnade över 50 övervägande finska blivande kolonisatörer under ledning av Kling hamnen i Göteborg i juli 1641 på fartygen Kalmar Nyckel och Charitas. Expeditionen anlände till Nya Sverige den 7 november.  Klings sällskap omfattade då en hustru, ett litet barn och en betjänt.
Kling utsågs nu återigen till befälhavare över Fort Christina, från den 1 maj 1641 var lönen satt till 40 riksdaler i månaden och en av överståthållare Clas Larsson Fleming garanterad bonus på 50 riksdaler. I mars 1644 anlände Johan Papegoja som ersatte Kling som befälhavare. Den 20 juni 1647 blev Kling nu befälhavare över Fort Nya Korsholm på en ö i Schuylkillfloden i kolonins norra del.
1648 reste Kling med fartyget Svanen åter till Sverige. Han anlände till Stockholm den 3 juli och överlämnade där kolonins förvaltningsböcker till Nya Sverigekompaniets kamrer Hans Kramer.
Därefter upphör dokumentationen om Kling, han förmodas ha bosatt först kring Säminge utanför Nyslott och därefter flyttat till Libelits i nuvarande östra Finland där han avled 1657.